# Aéroport de Kebri Dahar
L'aéroport de Kebri Dahar (code IATA : ABK • code OACI : HAKD) est un aéroport se situant près de la ville de Kebri Dahar, en Éthiopie.
Il dispose d'une piste de 2 500 m de long sur 46 m de large.

## Situation
| \| 100 km1:14 593 000 \| Jimma Diré Dawa Addis-Abeba Mekele Arba Minch Asosa Aksoum Dar Kombolcha Gambela Gode Gondar Humera Jijiga Kebri Dahar Lalibela Robe Semera Shire |
| 100 km1:14 593 000 |

## Compagnies aériennes et destinations
| Compagnies         | Destinations             |
| ------------------ | ------------------------ |
|                    |                          |
| Ethiopian Airlines | Addis-Abeba Bole, Jijiga |

Actualisé le 17/11/2023